# Paul Asseman
Paul Asseman,  né le 7 janvier 1896 à Dunkerque (Nord) et mort le 10 juillet 1966 dans la même ville, est un homme politique français.

## Biographie
Ancien combattant de la Première Guerre mondiale dont il était décoré de la Croix de guerre, il fut hôtelier-restaurateur dans le centre-ville de Dunkerque. Il est conseiller municipal de 1935 à 1940 et adjoint au maire de Dunkerque de 1947 à 1953.
Aux élections municipales de 1953, il est élu (grâce au soutien de la Chambre de commerce) contre l'avis de la SFIO qui avait proposé Albert Sautière et de ce fait exclu de son parti et devient socialiste autonome.
Sa carrière prend son envol en 1958, lorsqu'il est élu conseiller général du canton de Dunkerque-Ouest. Il se présente aux élections législatives de 1958 dans la onzième circonscription du Nord où il est battu par Albert Denvers.
Réélu maire de Dunkerque en 1965, il meurt l'année suivante des suites d'une longue maladie. Ces funérailles sont célébrées le 21 juillet 1966 en Église Saint-Éloi de Dunkerque puis inhumé dans le cimetière dudit-lieu.

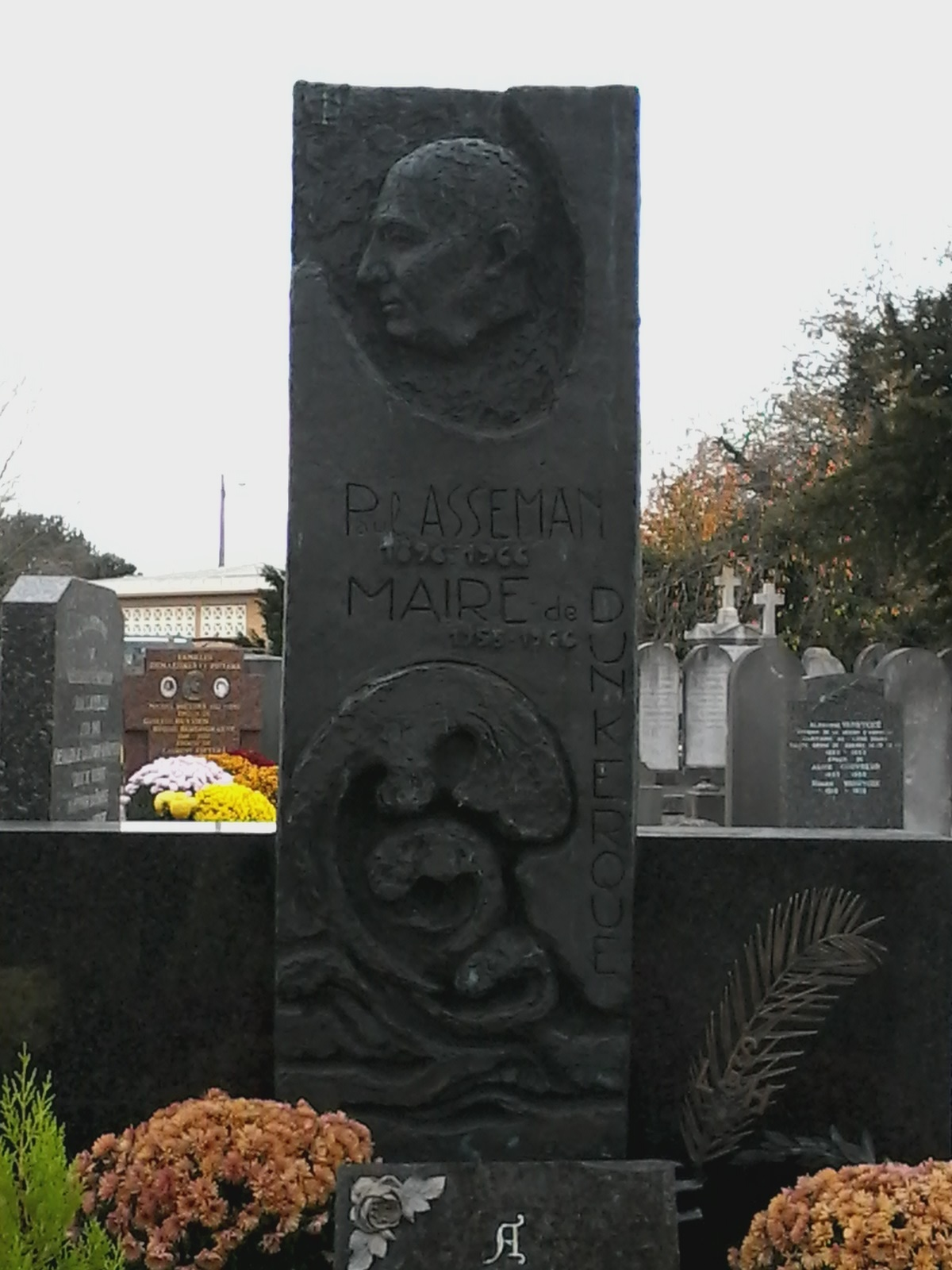
Tombe de Paul Asseman au cimetière de Dunkerque.

## Distinctions[4]
- Officier de la Légion d'honneur (par décret du 13 juillet 1962).
  -  Chevalier de la Légion d'honneur ( (par décret du 29 août 1952).
- Croix de guerre 1914-1918[3].
- Chevalier de l'Ordre du Mérite social en 1947.
- Officier de l'Ordre de la Santé Publique en 1957.
- Officier de l'ordre des Palmes académiques en 1953.
- Chevalier de l'ordre de Léopold.

## Hommage
- Une place de Dunkerque ainsi que la piscine municipale portent son nom depuis le 24 novembre 1971[5].
- Une rue de Téteghem porte son nom.

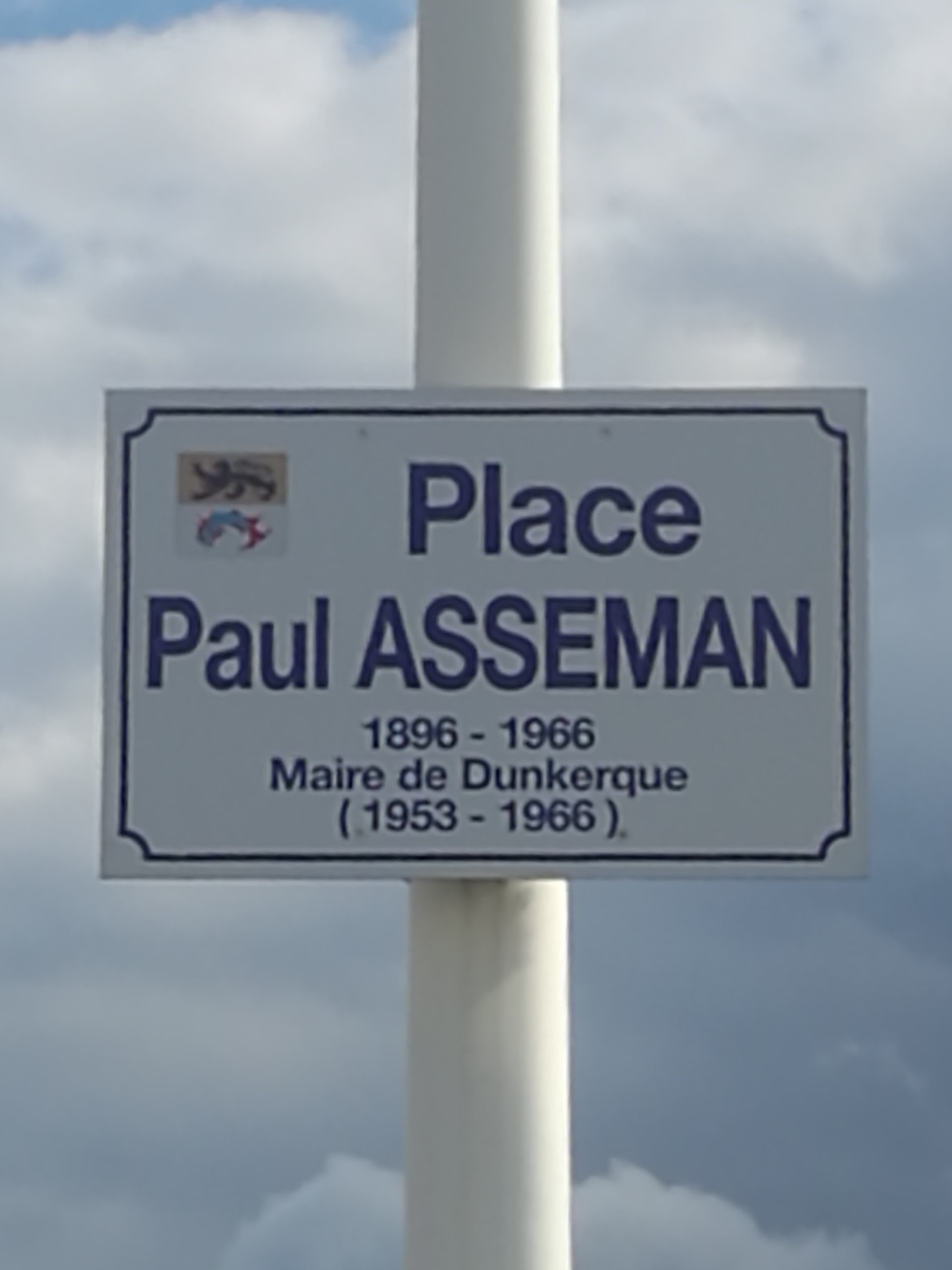
Plaque de rue place Paul Asseman à Dunkerque.
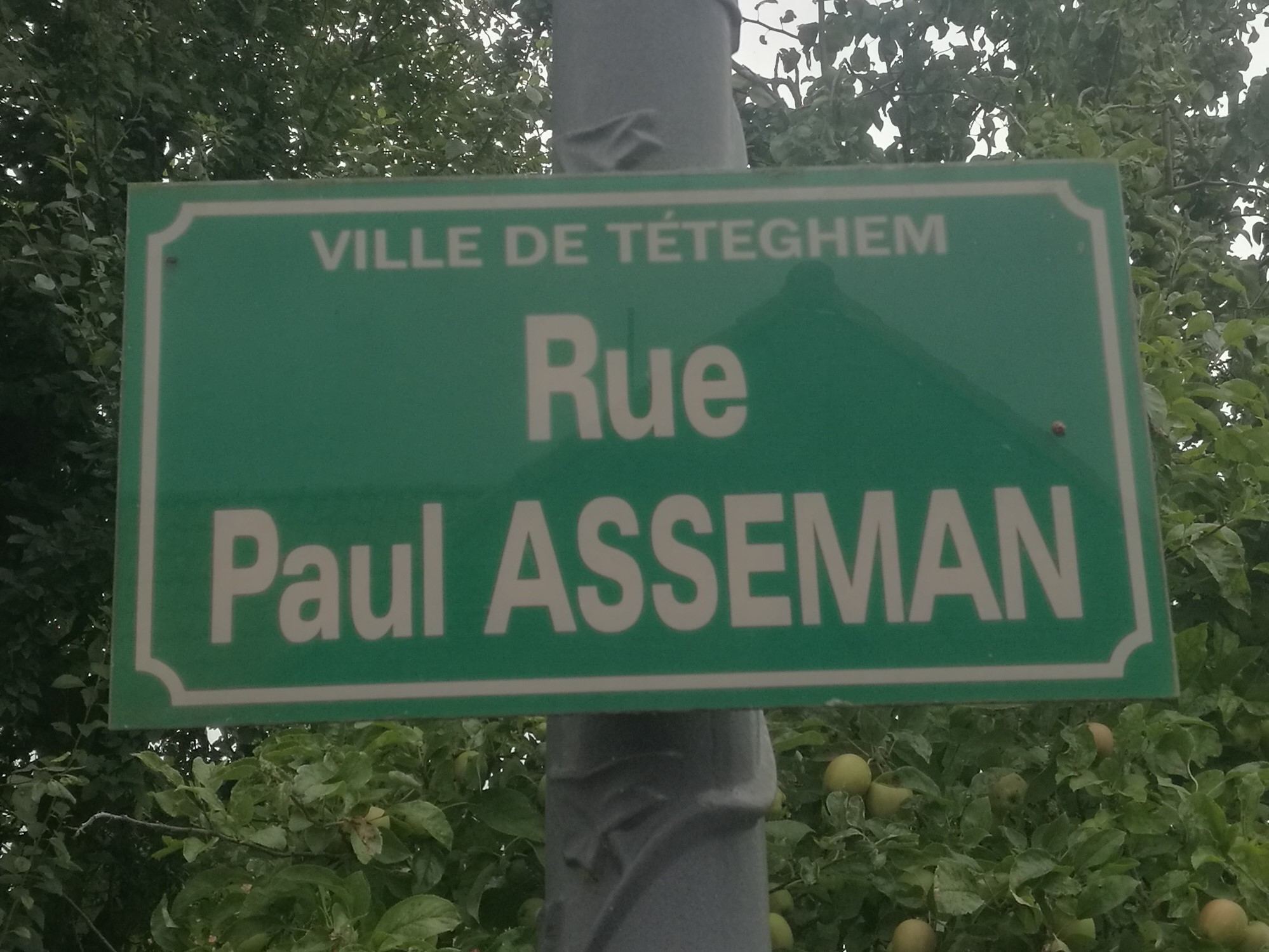
Plaque rue Paul Asseman à Téteghem.